# من کی هستم؟ (فیلم ۱۹۹۸)
من کی هستم (به چینی: 我是誰) یک فیلم سینمایی هنگ کنگی در ژانر کمدی و رزمی محصول سال ۱۹۹۸ به کارگردانی بنی چان و جکی چان که همچنین جکی چان نقش اصلی را بازی می‌کند. این فیلم در تاریخ ۱۷ ژانویهٔ ۱۹۹۸ در هنگ کنگ اکران سینمایی شد. همچنین این دومین فیلم جکی چان است که به زبان انگلیسی فیلمبرداری شده است، اولین فیلم آقای نازنین (۱۹۹۷) است.

## داستان
نید در جایی از جنگل‌های آفریقای جنوبی، یک واحد نظامی چند ملیتی، یگان ویژه، کاروانی را کمین کرده و چندین دانشمند را که روی یک ترکیب بسیار فرار استخراج شده از شهاب سنگی که اخیراً کشف شده کار می‌کنند، می‌رباید. در میان این عوامل یک تبعه هنگ کنگی است که به عنوان " جکی چان " شناخته می‌شود. سیا اختصاص مورگان به بررسی این حادثه، غافل که او و تازه بازنشسته ژنرال شرمن هماهنگ ربودن برای سود شخصی خود. در همان زمان، سیا یک عامل دیگر را در آفریقای جنوبی برای یک عملیات پنهان تر تعیین می‌کند.
جکی در دهکده ای قبیله‌ای در محلی از حیوانات وحشی آفریقایی از خواب بیدار می‌شود.

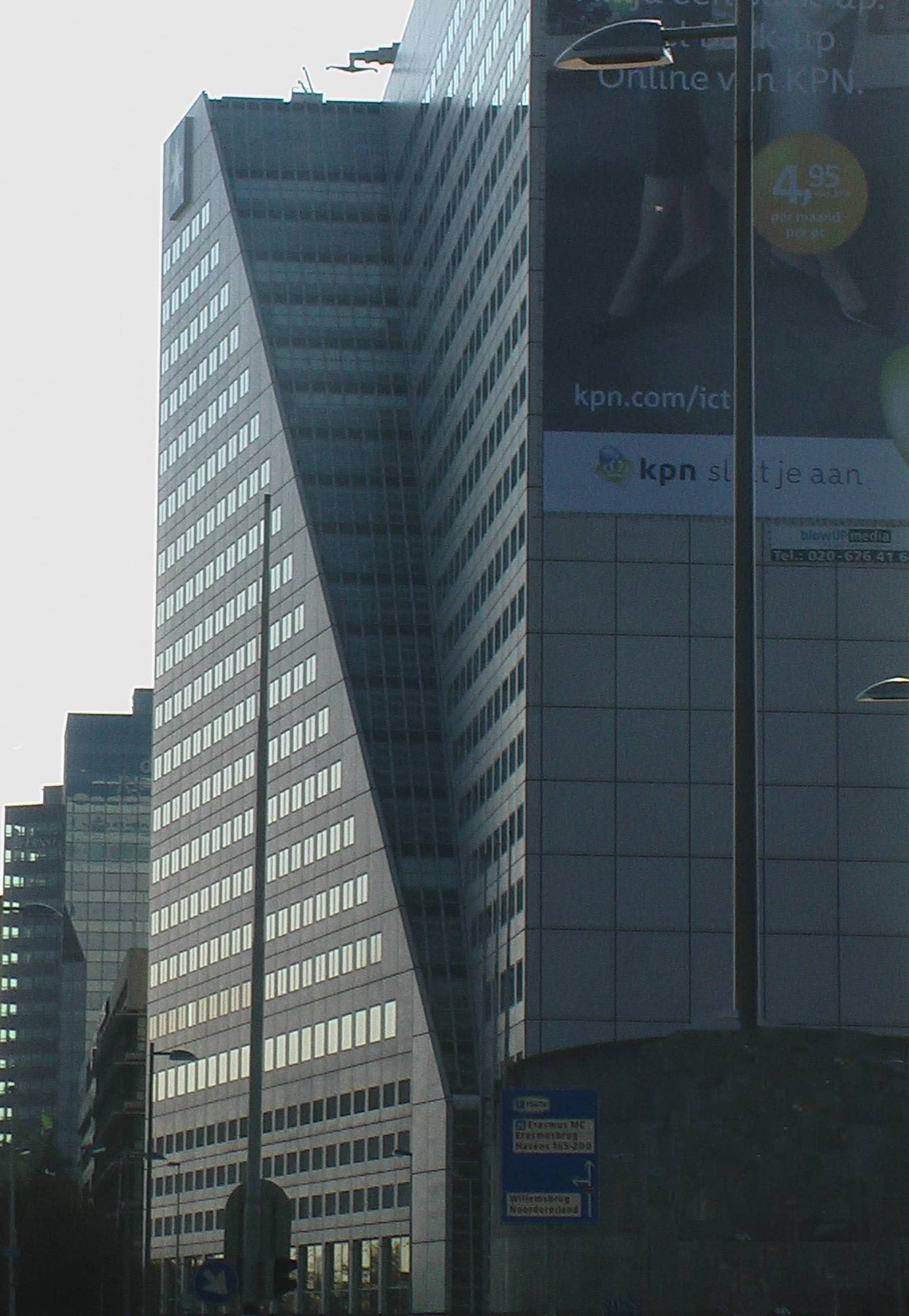
ساختمان ویلِمزوِرف